# Krosno-Biadów
Krosno-Biadów – część wsi Krosno w Polsce, położona w województwie łódzkim, w powiecie piotrkowskim, w gminie Gorzkowice.
Przed 1 stycznia 2017 ta część wsi nosiła nazwę Biadów.
W latach 1975–1998 ówczesny Biadów administracyjnie należał do województwa piotrkowskiego.